# 20 Greatest Hits
20 Greatest Hits är ett samlingsalbum med The Beatles där det finns vissa skillnader mellan utgåvan från Storbritannien och utgåvan från USA. Låten From Me to You på den brittiska utgåvan ersätts med Eight Days A Week på den amerikanska, låten Day Tripper på den brittiska utgåvan ersätts av Yesterday på den amerikanska, låten Yellow Submarine på brittiska utgåvan ersätts av Penny Lane på den amerikanska, låten Eleanor Rigby på den brittiska ersätts av Come Together på den amerikanska, låten Lady Madonna på den brittiska av Let It Be på den amerikanska och The Ballad of John and Yoko på den brittiska mot The Long and Winding Road.
Albumet släpptes då The Beatles första singel Love Me Do släpptes för 20 år tidigare. Albumet släpptes 11 oktober 1982 i Storbritannien och i USA 18 oktober 1982.

## Låtlista
Alla sånger är skrivna av Lennon-McCartney
Brittiska versionen:

### Sida 1
1. Love Me Do
2. From Me to You
3. She Loves You
4. I Want to Hold Your Hand
5. Can't Buy Me Love
6. A Hard Day's Night
7. I Feel Fine
8. Ticket to Ride
9. Help!
10. Day Tripper

### Sida 2
1. We Can Work It Out
2. Paperback Writer
3. Yellow Submarine
4. Eleanor Rigby
5. All You Need Is Love
6. Hello, Goodbye
7. Lady Madonna
8. Hey Jude
9. Get Back
10. The Ballad of John and Yoko

Tid: 56:08
Inspelat: Abbey Road 1962-70
Etikett: Capitol i USA och  Parlophone i Storbritannien
Producent: George Martin Phil Spector